# Milavče
Milavče – gmina w Czechach, w powiecie Domažlice, w kraju pilzneńskim. Według danych z dnia 1 stycznia 2013 liczyła 566 mieszkańców.
4 sierpnia 2021 roku na terenie gminy doszło do wypadku kolejowego, w wyniku której zginęły 3 osoby, a ponad 60 zostało rannych.
W miejscowości znajduje się przystanek kolejowy Milavče.